# Colpochila iridea
Colpochila iridea är en skalbaggsart som beskrevs av Lea 1930. Colpochila iridea ingår i släktet Colpochila och familjen Melolonthidae. Inga underarter finns listade i Catalogue of Life.